# Glyfosat
Glyfosat eller glyphosat (N-(phosphonomethyl) glycine) er et bredvirkende, systemisk ukrudtsmiddel, der bliver optaget gennem blade og skud. Det bruges til at dræbe ukrudt og især flerårige arter. Nogle afgrøder er blevet genetisk modificeret, sådan at de kan tåle midlet. Glyfosat blev først markedsført af firmaet Monsanto under handelsnavnet ”Roundup”, men i dag er det ikke længere underlagt patentrettigheder.
Der er tre former for glyfosat, der bruges som ukrudtsmidler:
- glyfosat-isopropylammonium
- glyfosat-sesquiodium, der blev patenteret af Monsanto
- glyfosat-trimesium, der blev patenteret af ICI (nu overtaget af Zeneca).

Forbruget i Danmark toppede i 2011 med ca 1941 ton, og var i 2015 nede på 853 ton. Det samlede forbrug i USA skønnedes at være 90.000.000-94.000.000 kg i 2007.[kilde mangler]

## Kemi
Glyfosat er et aminofosfonisk analog til den naturligt forekommende aminosyre glycin, og navnet er en sammentrækning af glycin + fosfo- + -at. I 1970 opdagede John Franz, der dengang arbejdede for Monsanto, at glyfosat kunne bruges som ukrudtsmiddel. I 1987 modtog han "National Medal of Technology" for sine opdagelser, og i 1990 modtog han den amerikanske "Perkin Medal", der gives for opdagelser inden for anvendt kemi.

## Biokemi
Glyfosat dræber planter ved at blokere for enzymet 5-enolpyruvylshikimat-3-fosfat syntase (EPSPS). Dette enzym virker ved at katalysere reaktionen mellem shikimat-3-fosfat (S3P) og fosfoenolpyruvat, så der dannes 5-enolpyruvyl-shikimat-3-fosfat (ESP). ESP bliver derefter normalt defosforyleret, så der opstår chorismat, der er en afgørende forudsætning for planternes opbygning af de aromatiske aminosyrer fenylalanin, tyrosin og tryptofan . Disse aminosyrer bruges som byggestene i peptidkæderne og til skabelse af sekundære stofskifteprodukter som f.eks. folater, ubiquinoner og nafthoquinoner. Shikimsyre-processen findes ikke hos dyrene, der skaffer sig aromatiske aminosyrer gennem føden.

## Giftighed

### Giftighed for mennesker

#### Umiddelbar giftighed
Ved en gennemgang af litteraturen i 2000 konkluderede man, at "under de nuværende og forventede betingelser for nye anvendelser er der ikke noget potentiale for, at ukrudtsmidlet Roundup vil være en sundhedsrisiko for mennesker". Denne gennemgang så på de sandsynlige virkninger hos to grupper, der mest sandsynligt ville blive udsat for kraftig påvirkning, nemlig folk med sprøjtningsarbejde og børn mellem 1 og 6 år, og bemærkede, at påvirkningen i disse to grupper ikke gav anledning til bekymring for deres sundhed. Glyfosat er i Danmark klassificeret i gruppen af lokalirriterende stoffer, fordi det fremkalder alvorlig øjenirritation, men nyere undersøgelser antyder, at den statistiske metode instrumentvariabel (IV) bør benyttes, når der er tale om indtagelse gennem mund, hud eller åndedræt.
Når man ser bort fra den anvendelse, som er hensigten med midlet, kan glyfosat være dødbringende. Således er der ved selvpåført forgiftning ca. 10 % dødelighed ved indtagelse af glyfosat, mens tallet er 70 % ved indtagelse af paraquat.
Laboratorieundersøgelser over giftigheden antyder, at tilsætningsstoffer sammen med glyfosat kan være mere giftige end glyfosat alene. Ved en undersøgelse, der sammenlignede det aktive stof, glyfosat, med handelsvaren "Roundup", afslørede man, at Roundup havde større virkning på enzymet aromatase (som fremmer dannelsen af østrogener) end glyfosat alene.
Statistisk materiale fra "Californian Environmental Protection Agencies Pesticide Illness Surveillance Program" (Det californiske miljøbeskyttelseskontors overvågningsprogram for pesticidsygdomme) viser, at hændelser der har forbindelse med glyfosat er blandt de hyppigts rapporterede i forhold til alle pesticider. En simpel optælling af hændelser overser dog antallet af mennesker, der bliver udsat for glyfosat, og alvoren i de symptomer, der var forbundet med hver hændelse. Hvis man f.eks. bruger hospitalsindlæggelser som et mål for alvorligheden i den pesticidfremkaldte hændelse, så kan glyfosat betragtes som forholdsvist sikkert, for i løbet af en 13-årig periode blev ingen af de 515 indlæggelser henført til glyfosat.
Greenpeace konstaterer, at "den akutte giftighed af glyfosat er meget lav", men noterer sig, at andre iblandede kemikalier (især spredemidler) som f.eks. polyoxy-ethylenamin, (POEA) kan være mere giftige end glyfosat i sig selv.
For at få høsten af hvede og byg til at modnes, sådan at høstarbejdet lettes, kan landmænd sprøjte kornet med Roundup umiddelbart før høsten. Så dør planten, og strået tørrer ud. Herved går glyfosat fra hvedekernene og bygkernerne ind i menneskeføden.
Metoden er mest brugt i USA. I Danmark bliver Roundup brugt før høst til nedvisning af korn og raps på 10 procent af arealet med korn og op mod 25 procent af arealet med raps.

#### Kræft
Ukrudtsmidlet Roundup er under mistanke af WHO’s kræftagentur IARC for at kunne forårsage kræft. IARC har fundet glyfosat - der er det aktive stof i Roundup - i urin og blod på landmænd, der bruger midlet på markerne. Der er dog stillet alvorlige spørgsmålstegn ved IARC-rapportens troværdighed. 

#### Øjne
Glyfosat kan give alvorlig øjenskade. Glyfosat har derfor følgende klassificeringer for akutte sundhedseffekter: R41: Risiko for alvorlig øjenskade.

### Giftighed for dyr

#### Sygdom i tarmsystemet
Undersøgelser fra Aarhus Universitet, har påvist, at dyr, der spiser afgrøder, sprøjtet med glyfosat, kan få problemer med tarmsystemet.
Danske landmænd havde observeret store forbedringer i deres dyrs sundhed ved at skifte til ikke-GM foder, og som følge heraf bad Fødevarestyrelsen om at Aarhus Universitet foretog en udredning af stoffets virkninger.
Aarhus-forskernes rapport viste, at glyfosat både kan påvirke dyrenes mikroorganismer i mave-tarmsystemet og ændre optaget af mineraler fra foderet.

#### Spytkirtler, lever og blære
I de forsøg, hvor forsøgsdyr har fået glyphosat i kortere tid (ikke livslangt), ses effekter udover på mavetarmsystemet tillige på spytkirtler, lever og blære. Den laveste ”ikke-effekt dosis” var 300 mg/kg lgv./dag i forsøg med hunde

#### DNA og kromosomfejl
Forskningsrådet CONICET i Argentina udførte forsøg ved molekylærbiologen Andres Carrasco, hvor en vis dosis glyfosat blev injekceret i padders og kyllingers fostre. Resultatet viste at glyfosat giver fosterskader i forsøgsdyrene.
På det danske universitet RUC gennemførte Jette Rank i 1997 en undersøgelse, der påviste, at Roundup kan skade cellernes arveanlæg. “Hovedkonklusionen var, at roundup kunne gå ind og lave DNA- og kromosom-skader,”

## Udfasning af glyphosat
Fra den 1. januar 2021 er der ikke længere glyphosatholdige midler, som må bruges i private haver